# Выжевка
Вы́жевка (укр. Вижівка), на старых топографических картах Выжовка — река в Волынской области Украины, правый приток Припяти, принадлежит бассейну Днепра.
Длина реки — 81 км. Площадь водосборного бассейна — 1272 км².
Исток находится около села Осеребы. Долина невнятная, шириной 4 км. Пойма заболоченная, шириной до 800 м. Русло извилистое, шириной 15—18 м. Глубины до 3,0 м. Использование реки: мелиоративное водоотведение.
Протекает по Полесской низменности, по территории Ковельского района.
На реке построено 2 водорегулирующих узла. Пойма мелиорируемая, русло на отдельных участках выпрямленное, расширенное, углублённое.